# Olaus Claudii Rahm
Olaus Claudii Rahm, född på 1620-talet i Ramvik, Högsjö socken, död 27 maj 1678 genom halshuggning och stegling på Tidbrandshögen vid Rödöns färjsund, var en svensk kyrkoman och riksdagsman.

## Biografi
Olaus Claudii Rahm var son till bonden i Ramvik Klas Olovsson och bondedottern Anna Danielsdotter från Utanö i samma socken, Högsjö. Modern var änka efter Olov Danielsson Hoffman på Kungsgården i Bjärtrå socken. Rahms hel- och halvsyskon med ättlingar stannade i bondeståndet, medan Rahm sändes till skolan i Strängnäs 1633 och var då cirka tretton år gammal, för att 1647 inskrivas vid Uppsala universitet varefter han efter tre års studier fick tjänst som kollega vid trivialskolan i Härnösand samt som stadsförsamlingens kapellan. Snart var han dock i Ragunda socken som kapellan åt sin svärfar, Hans Nielsen Berg, vilken han enligt historien skulle ha trängt undan för att efterträda denne, vilket skedde 1658 då han blev kyrkoherde där.
Under riksdagen 1660 hade han fullmakt som superintendenten Petrus Steuchius vikarie.
Norge anföll Jämtland 1677. Rahm flydde med sin familj till en början till Utaned, men återvände till den belägrade socknen, övertalad av sin hustru. Vid mötet med norrmännen bad Rahm om nåd och gav dem sin trohetsed. Han övertalade sin kapellan och övriga att överlämna uppgifter om Sverige till Norge samt desinformerade Sverige, som inte kände till hans förräderi, om fiendens styrka. När Sverige återerövrade området från Norge rannsakades Rahm, som angav rädsla att förlora egendomar som orsak till förräderiet. Svea hovrätt dömde Rahm och tolv bönder till halshuggning och stegling. Före verkställandet fråntogs Rahm sin prästerlighet (kappa och krage), eftersom en präst inte kan avrättas. Domen verkställdes efter att Rahm hållit ett anförande och erkänt att han med list och mutor skaffat undan sin svärfar från kyrkoherdesbefattningen. Strax efter verkställandet kom bud om att kungen, Karl XI benådat Rahm, som då redan var död. Rahms egendomar återgavs sålunda till hans arvingar.
Rahm var först gift med Elisabeth Berg, dotter till den danske kyrkoherden Hans Nielsen Berg i Ragunda och Margareta Blix. Andra hustrun hette Anna Kristoffersdotter Austredia. Hans tredje hustru hette Karin, men det äktenskapet var barnlöst. En dotter i första äktenskapet gifte sig Drakenstierna.